# Schnaps im Wasserkessel
Schnaps im Wasserkessel (Alternativtitel: Schnaps im Wasserkessel und andere Geschichten) ist ein deutscher Dokumentarfilm von Regisseur Hans-Erich Viet aus dem Jahr 1991. Der Film war die Abschlussarbeit von Viet an der Deutschen Film- und Fernsehakademie Berlin und Viet wurde 1992 mit dem Adolf-Grimme-Preis ausgezeichnet.

## Inhalt
1950 wurde im ostfriesischen Rheiderland eine Dokumentation über die Landarbeiter bei der Einbringung der Ernte gedreht. In den alten Dokumentaraufnahmen droschen die Arbeiter nach einer längst veralteten Methode Raps und wurden dafür anschließend mit Schnaps und Rosinenbrot entlohnt. Ausgehend von diesem alten Amateurfilm, wovon auch Ausschnitte für Schnaps im Wasserkessel verwendet werden, begibt sich vierzig Jahre später Hans Erich Viet auf die Spurensuche nach den Lebens- und Arbeitsbedingungen der einstigen Landarbeiter in seiner rheiderländer Heimat. Dabei entdeckt der Regisseur Vertrautes, geht seinen eigenen Motiven nach, die ihn in den frühen 1960er Jahren aus dem Rheiderland weggetrieben haben und lässt die Landarbeiter, Bauern, Mägde, Schnaps- und Ziegelbrenner, Jäger und VW-Arbeiter größtenteils im Rheiderländer Platt, das auch der Regisseur selbst noch spricht, von ihrem Leben und ihrer Arbeit erzählen.

## Hintergrund
Der Film wurde von Hans Erich Viets in Bunde und Berlin ansässigen Filmproduktionsfirma VIET-Filmproduktion im Auftrag des ZDF produziert und im Winter gedreht. „Ich wollte Herbststimmung und entsättigte Farben, das fand ich ästhetisch besser“, so begründete Hans Erich Viet den Drehzeitraum. Mit Schnaps im Wasserkessel beendete Hans Erich Viet auch sein Studium an der Deutschen Film- und Fernsehakademie Berlin (DFFB).

## Kritiken
„In sehr persönlichen Begegnungen mit Land und Leuten sowie deren Geschichten fügt sich eine überaus lebendige Sozialstudie der Region zusammen. Eine behutsame filmische Annäherung, unprätentiös und bescheiden wie die liebenswerten Originale" selbst – die letzten Repräsentanten einer noch intakten Lebensgemeinschaft, die einem unaufhaltsamen Prozeß der Wandlung unterworfen ist."“

„Die Dokumentation ist gerade deshalb so faszinierend, weil Viet die Leute in dem Film so sein lässt, wie sie eben sind. Wenn es etwas länger dauert, bis die alte Landarbeiterin zur Mundharmonika greift, um ‚In Ostfriesland ist es am besten‘ zu spielen, dann ist das halt so. Die Zeit wird nicht künstlich durch Schnitte verkürzt. Die oft einsilbigen Antworten der Darsteller bleiben so stehen.“

„Eine alte Dame spielt auf der Mundharmonika ‚In Ostfriesland ist's am Besten‘; ein Betrunkener radelt in einen Wassergraben: Erdig-uriger Humor durchzieht Hans-Erich Viets Dokumentarfilm über die vergessene Welt der friesischen Landarbeiter. Ihren harten Job erledigen heute längst Maschinen. Viet zeigt Ausschnitte aus einem 50er-Jahre-Amateurfilm über das traditionelle Rapsdreschen und lässt die einstigen Mitwirkenden, heute hoch betagt, erzählen  auf Platt! Aufregend ist's nicht, aber anrührend ehrlich und wehmütig-witzig.“

„Schnaps im Wasserkessel ist eine Sozialstudie über Land und Leute in Viets ostfriesischer Heimat. Dabei gibt sich der Film, der mit dem Adolf-Grimme-Preis ausgezeichnet wurde, ähnlich wie die von ihm porträtierten ‚Objekte‘: eher wortkarg, spröde und zunächst etwas unzugänglich wirkend, doch mit Qualitäten, die sich bei genauerem Hinschauen offenbaren.“

## Auszeichnungen und Nominierungen
- 1991: Adolf-Grimme-Preis mit Bronze für Hans-Erich Viet in der Kategorie Dokumentarfilm/Kultur
- Die Deutsche Film- und Medienbewertung FBW in Wiesbaden verlieh dem Film das Prädikat wertvoll.